# Maria Krzeptowska-Jasinek
Maria Krzeptowska-Jasinek z domu Kula (ur. 29 października 1953 w Dzianiszu) – polska ekonomistka, publicystka i wydawca.

## Życiorys
Urodziła się w Dzianiszu jako córka Józefa i Ludwiny z domu Glista. Studiowała na Akademii Ekonomicznej w Krakowie. Była stypendystką ministra kultury PRL z 1984, Fundacji Kościuszkowskiej z 1986 oraz słowackiego ministra kultury z 1987. Pracowała w Urzędzie Gminy w Kościelisku, Kieleckim Przedsiębiorstwie Robót Mostowych w Kielcach oraz Muzeum Etnograficznym w Krakowie. Wraz z mężem Józefem Krzeptowskim-Jasinkiem, prowadziła wydawnictwo Krzeptowscy, którego nakładem ukazały się ich opracowania historii rodów góralskich. We wrześniu 2016 wicewojewoda małopolski Piotr Ćwik odznaczył Józefa i Marię Krzeptowskich-Jasinek w imieniu Prezydenta RP Andrzeja Dudy – Złotym Krzyżem Zasługi. Mieszka w Kościelisku.

## Wybrana bibliografia autorska
- Genealogia Dzianisza (Wydawnictwo „Krzeptowscy”, Zakopane, 2015; ISBN 978-83-908035-7-9; wspólnie z Józefem Krzeptowskim-Jasinkiem i Tomaszem Nitschem)
- Genealogia rodów Kościeliska (Wydawnictwo „Krzeptowscy”, Zakopane, 2014; ISBN 978-83-908035-6-2; wspólnie z Józefem Krzeptowskim-Jasinkiem i Tomaszem Nitschem)
- Genealogia rodów sołtysich na Podhalu (Wydawnictwo „Krzeptowscy”, Kościelisko-Nędzówka, 1998; ISBN 83-908035-1-8; wspólnie z Józefem Krzeptowskim-Jasinkiem)
- Genealogia rodów zakopiańskich i olczyskich w Zakopanem. T. 2 vol. 1 (Wydawnictwo „Krzeptowscy”, Kościelisko-Nędzówka, 2006; ISBN 83-908035-3-4; wspólnie z Józefem Krzeptowskim-Jasinkiem)
- Genealogia rodów zakopiańskich i olczyskich w Zakopanem. T. 2 vol. 2 (Wydawnictwo „Krzeptowscy”, Zakopane, 2006; ISBN 83-908035-3-4; wspólnie z Józefem Krzeptowskim-Jasinkiem)
- Genealogia rodu Bachledów w Zakopanem. T. 1 (Wydawnictwo „Krzeptowscy”, Zakopane, 1999; ISBN 83-908035-2-6; wspólnie z Józefem Krzeptowskim-Jasinkiem)
- Genealogia rodu Gąsieniców w Zakopanem (Wydawnictwo „Krzeptowscy”, Kościelisko-Nędzówka, 1997; ISBN 83-908035-0-X; wspólnie z Józefem Krzeptowskim-Jasinkiem)
- Genealogia rodu Gąsieniców w Zakopanem, T. 1, cz. 1 (Wydawnictwo „Krzeptowscy”, Kościelisko-Nędzówka, 2008; ISBN 83-908035-5-0; wspólnie z Józefem Krzeptowskim-Jasinkiem)
- Genealogia rodu Gąsieniców w Zakopanem, T. 1, cz. 2 (Wydawnictwo „Krzeptowscy”, Kościelisko-Nędzówka, 2008; ISBN 83-908035-5-0; wspólnie z Józefem Krzeptowskim-Jasinkiem)
- Niedoszły juhas (nakł. własnym M. J. Krzeptowskich-Jasinek, Kościelisko, 1991; wspólnie z Józefem Krzeptowskim-Jasinkiem)
- Podhalanie w Chicago („Iskry”, Warszawa, 1990; ISBN 83-207-1344-7; wspólnie z Józefem Krzeptowskim-Jasinkiem)